# Pontypridd United A.F.C.
Pontypridd United A.F.C. (wal. C.P.D. Unedig Pontypridd) – walijski klub piłkarski, mający siedzibę w mieście Pontypridd, na południu kraju, grający od sezonu 2024/25 w rozgrywkach Cymru South.

## Historia
Chronologia nazw:
- 1992: Pontypridd Town A.F.C. (wal. C.P.D. Tref Pontypridd)
- 2022: Pontypridd United A.F.C. (wal. C.P.D. Unedig Pontypridd)

Klub piłkarski Pontypridd Town A.F.C. został założony w miejscowości Pontypridd w 1992 roku. Wcześniej w mieście istniał klub Pontypridd A.F.C., który powstał w 1911 oraz w latach 1911-1926 występował w Welsh Football League Division 1 (D1), zdobywając w sezonie 1923/24 mistrzostwo ligi, a w 1912, 1913 i 1921 dotarł do finału Pucharu Walii. W 1990 roku amatorski Pontypridd Sports & Social Club połączył się z Ynysybwl Athletic A.F.C., który rok wcześniej awansował do Welsh Football League Division 1 (D2). W sezonie 1990/91 zjednoczony klub Pontypridd/Ynysybwl zajął 11.miejsce, a w sezonie 1991/92 został sklasyfikowany na 6.pozycji, po czym fuzja została rozwiązana.
Po utworzeniu League of Wales w 1992 roku Welsh Football League Division One razem z Cymru Alliance stała drugim poziomem rozgrywek w Walii. W inauguracyjnym sezonie 1992/93 zespół zajął trzecie miejsce w Division One.
W sezonie 1995/96 roku zespół osiągnął swój największy sukces w Pucharze Walii, w ćwierćfinale przegrywając 1:2 z przyszłym zdobywcą Llansantffraid F.C.. Ale w lidze wyniki były najgorsze od lat i w 1996 klub został oddelegowany do Welsh Football League Division Two (D3). W 1999 zespół spadł do Welsh Football League Division Three (D4). Po zakończeniu sezonu 2001/02 wrócił do Welsh Football League Division Two. W sezonie 2005/06 klub zdobył mistrzostwo Welsh League Division Two i został promowany do Welsh Football League Division One. W sezonie 2006/07 został sklasyfikowany na czwartej pozycji z powodu gorszej różnicy bramek, mając szansę na wicemistrzostwo. W 2008 zespół został zdegradowany do Welsh Football League Division Two, a w 2009 do Welsh Football League Division Three. W sezonie 2015/16 został mistrzem ligi i wrócił do Welsh Football League Division Two. Dwa lata później po zajęciu drugiego miejsca w dywizji awansował do Welsh Football League Division One. W sezonie 2019/20, po reformie lig została utworzona Cymru South (D2), ale sezon nie dokończono z powodu pandemii COVID-19. Kolejny sezon 2020/21 również został odwołany z powodu pandemii. Dopiero w sezonie 2021/22, po tym jak mistrz Llantwit Major F.C. nie otrzymał licencji na grę na najwyższym poziomie, jako wicemistrz Cymru South, klub otrzymał historyczny awans do Cymru Premier. W czerwcu 2022 klub zmienił nazwę na Pontypridd United A.F.C.

## Barwy klubowe, strój, herb, hymn
|  |  |  |

Klub ma barwy biało-czarno-czerwone. Zawodnicy domowe spotkania zazwyczaj grają białych koszulkach z czarnym pasem w kształcie litery V na piersi, białych spodenkach oraz białych getrach.

## Sukcesy

### Trofea międzynarodowe
Nie uczestniczył w rozgrywkach europejskich (stan na 31-05-2022).

### Trofea krajowe
| \| \| Zdobyte trofea w rozgrywkach Walii (stan na: 31-05-2022) \| |                                                          |      |                  |
| Rozgrywki                                                         | Osiągnięcie                                              | Razy | Sezon(y)         |
| Mistrzostwo                                                       | I miejsce                                                | 0    |                  |
| Mistrzostwo                                                       | II miejsce                                               | 0    |                  |
| Mistrzostwo                                                       | III miejsce                                              | 0    |                  |
| Mistrzostwo                                                       | ?.miejsce                                                | 1    | 2022/23          |
| Puchar                                                            | zdobywca                                                 | 0    |                  |
| Puchar                                                            | finalista                                                | 0    |                  |
| Puchar                                                            | ćwierćfinalista                                          | 1    | 1995/96          |
| II liga                                                           | I miejsce                                                | 0    |                  |
| II liga                                                           | II miejsce                                               | 1    | 2021/22          |
| II liga                                                           | III miejsce                                              | 2    | 1992/93, 2006/07 |
| Walia                                                             | Zdobyte trofea w rozgrywkach Walii (stan na: 31-05-2022) |      |                  |

- Welsh National League Division Two:
  - mistrz (1x): 2005/06
  - wicemistrz (1x): 2017/18
  - 3.miejsce (1x): 2016/17

## Poszczególne sezony

### Rozgrywki międzynarodowe

#### Europejskie puchary
Nie uczestniczył w rozgrywkach europejskich.

### Rozgrywki krajowe
| \| Walia \| Bilans występów klubu w rozgrywkach piłkarskich Walii (Stan na 31 maja 2022 r.) \| \| |                                                                                 |        |       |   |   |   |    |    |     |                                          |        |        |      |
| Poziom                                                                                            | Rozgrywki                                                                       | Sezony | Mecze | Z | R | P | B+ | B– | Pkt | Lata                                     | Awanse | Spadki | Naj. |
| I                                                                                                 | Cymru Alliance/ League of Wales/ Cymru Premier                                  | 1      |       |   |   |   |    |    |     | od 2022                                  | 0      | 0      | ?    |
| II                                                                                                | WFL Division One/ Cymru South                                                   | 10     |       |   |   |   |    |    |     | 1992–1996, 2006–2008, 2018–2022          | 1      | 2      | 2    |
| III                                                                                               | WFL Division Two                                                                | 10     |       |   |   |   |    |    |     | 1996–1999, 2002–2006, 2008/09, 2016–2018 | 2      | 2      | 1    |
| IV                                                                                                | WFL Division Three                                                              | 10     |       |   |   |   |    |    |     | 1999–2002, 2009–2016                     | 2      | 0      | 1    |
|                                                                                                   | Puchar Walii                                                                    | 25     |       |   |   |   |    |    |     | 1995–                                    | 0      | 0      | 1/4  |
| Walia                                                                                             | Bilans występów klubu w rozgrywkach piłkarskich Walii (Stan na 31 maja 2022 r.) |        |       |   |   |   |    |    |     |                                          |        |        |      |

## Piłkarze, trenerzy, prezydenci i właściciele klubu

### Piłkarze

#### Aktualny skład zespołu
Stan na1 sierpnia 2022
| Nr | Poz. | Piłkarz                              |
| -- | ---- | ------------------------------------ |
| 1  | BR   | Ashley Morris                        |
| 2  | OB   | Luke Cummings                        |
| 3  | OB   | Oli Dalton                           |
| 4  | PO   | James Saddler                        |
| 5  | OB   | Dave Vincent                         |
| 6  | OB   | Jordan Knott                         |
| 7  | NA   | Danny Williams                       |
| 8  | PO   | James Bloom                          |
| 9  | NA   | Ben Ahmun                            |
| 10 | PO   | Kieran Lewis                         |
| 11 | NA   | Lewys Twamley (wyp.z Newport County) |
| 12 | BR   | Morgan Davies                        |
| 13 | OB   | Lee Baldock                          |

| Nr | Poz. | Piłkarz                              |
| -- | ---- | ------------------------------------ |
| 14 | PO   | Kurtis Rees                          |
| 15 | OB   | Joe Evans                            |
| 16 | OB   | Jarrad Wright                        |
| 17 | OB   | Joe Hunt                             |
| 19 | NA   | Corey Jenkins                        |
| 20 | NA   | Owain Jones                          |
| 24 | OB   | Joe Woodiwiss (wyp.z Newport County) |
| 25 | NA   | Aaron Hillier                        |
| 26 | PO   | Ellis Hibbert                        |
| 29 | PO   | Clayton Green (kapitan)              |
|    | PO   | Eliot Richards                       |
|    | NA   | Luke Gullick                         |

### Trenerzy
...
- Dom Broad, Damien Broad
- Lee Kendall
- Jonaan Jones
- od 16.05.2022:  Andrew Stokes

## Struktura klubu

### Stadion
Klub piłkarski rozgrywa swoje mecze domowe na stadionie USW Sports Park w Pontypridd o pojemności 1.000 widzów.

### Derby
- Cardiff Metropolitan University F.C.
- Pen-y-Bont F.C.
- Cambrian & Clydach Vale B.&G.C.
- Pontypridd F.C.